# Stedelijk Museum Vianen

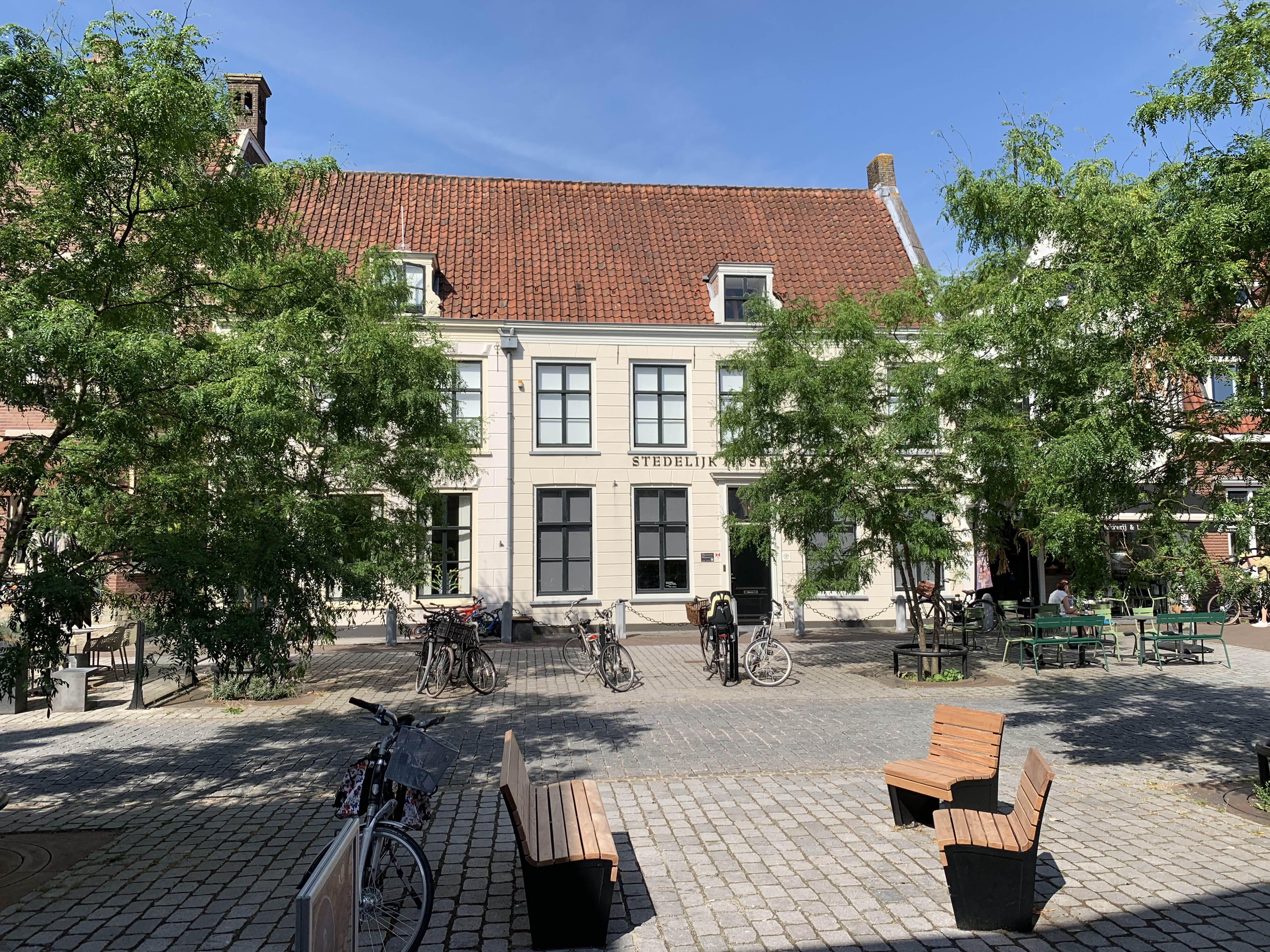
Stedelijk Museum Vianen

Het Stedelijk Museum Vianen is een museum in de stad Vianen in de Nederlandse provincie Utrecht. Het museum is gevestigd in een rooms-katholieke schuilkerk uit de 17e eeuw. In 2022 won het museum de Utrechtse Erfgoedprijs.
In het museum worden verschillende thema's belicht, zoals waterbeheer, vrijheid en tolerantie (Hendrik van Brederode). Het Stedelijk Museum Vianen bezit ook een serie portretten van het Huis Brederode. Er worden bodemvondsten tentoongesteld vanaf de Romeinse tot de Napoleontische tijd. In het museum worden ook tijdelijke tentoonstellingen georganiseerd (Beatrix in beeld, Herman Brood, kattenschilderijen, schilders langs Lek en Linge).
Sinds 2024 is de VVV ook in het museum gevestigd.